# Galve
Galve es un municipio y localidad española de la provincia de Teruel, en la comunidad autónoma de Aragón). El término municipal, que tiene una población de 144 habitantes (INE 2024), es conocido por sus restos de dinosaurios. Cuenta con un parque paleontológico que incluye un museo y algunas reproducciones de estos animales prehistóricos a tamaño natural.

## Geografía
Se encuentra situado a una altitud de unos 1180 m sobre el nivel del mar. Municipio de la Comunidad de Teruel. Dista 57 km de Teruel por la carretera N-420.

## Historia
A mediados del siglo XIX, el lugar tenía contabilizada una población de 100 habitantes. La localidad aparece descrita en el octavo volumen del Diccionario geográfico-estadístico-histórico de España y sus posesiones de Ultramar de Pascual Madoz de la siguiente manera:

GALVE: l. con ayunt. en la prov. y dióc. de Teruel (18 leg.), part. jud. de Aliaga (3), aud. terr. y c. g. de Zaragoza (20): sit. en un llano circuido de montañas con buena ventilacion y clima frío, siendo los catarros en el invierno las enfermedades mas comunes. Se compone de 85 casas de mediana construcción entre ellas la del ayunt. en cuyos bajos se encuentra la cárcel; tiene una escuela de primeras letras concurrida por 30 niños y dotada con 1,500 rs. y una igl. parr. bajo la advocacion de la Asunción de María Sma. Confina el térm. por N. con Cañada Bellida (1 leg.); E. Camarillas (2); S. Escorihuela (3), y O. Fuentes calientes (2): en él hay 2 cas. llamado el uno el Zancáo y Aguilar desciende á Villalva alta y Alfambra en donde toma el nombre de este pueblo uniéndose entonces con el Guadalaviar. El terreno es escabroso con montes desnudos de árboles, pero abundantes de pastos para el ganado. Los caminos conducen á los pueblos limítrofes, siendo de herradura hasta descender á la carrera de Alfambra á Teruel. La correspondencia se recibe de la cap. del part. dos veces en la semana á donde la recoge el balijero que pasa de Teruel á Alcañiz. ind.: la agrícola y un molino harinero de propios. prod.: trigo candeal y morcacho, cebada, avena, cáñamo y hortalizas: hay ganado lanar y caza de conejos y perdices. pobl.: 100 vec., 400 alm. cap. imp. 57,965 rs.
(Madoz, 1847, p. 277)

El municipio de Galve fue incorporado junto con el de Villalba Alta al término municipal de Perales de Alfambra en 1972, sin embargo una década después, en 1982, se independizó y volvió a constituir un municipio.

## Demografía
Galve cuenta con una población de 144 habitantes (INE 2024).
| Gráfica de evolución demográfica de Galve entre 1842 y 2021 |
| |
| Población de derecho según los censos de población del INE Población de hecho según los censos de población del INEEntre el censo de 1991 y el anterior, aparece este municipio porque se segrega del municipio 44182 (Perales de Alfambra) Entre el censo de 1981 y el anterior, este municipio desaparece porque se integra en el municipio 44182 (Perales de Alfambra) |

## Administración y política
| Período   | Alcalde                     | Partido                   |  |
| --------- | --------------------------- | ------------------------- |  |
| 1979-1983 | Miguel Gascón Navarro       | PSOE                      |  |
| 1983-1987 |                             | PSOE                      |  |
| 1987-1991 |                             | PSOE                      |  |
| 1991-1995 | Miguel Ángel Herrero Gascón | PSOE                      |  |
| 1995-1999 | Miguel Ángel Herrero Gascón | PSOE                      |  |
| 1999-2003 | Miguel Ángel Herrero Gascón | PSOE                      |  |
| 2003-2007 | Fernando Paricio Gracia     | PAR                       |  |
| 2007-2011 |                             |                           |  |
| 2011-2015 | Joaquín Hernández Talabante | Partido Popular de Aragón |  |
| 2015-     | José Sangüesa Gómez         | Partido Popular de Aragón |  |

| Partido político    | Partido político                                   | 2003   | 2007   | 2011   | 2015   |
| Partido político    | Partido político                                   | Ediles | Ediles | Ediles | Ediles |
|                     | Partido Popular de Aragón (PP)                     | 2      | 3      | 2      | 2      |
|                     | Partido Aragonés (PAR)                             | 2      | 1      | 2      | 2      |
|                     | Partido de los Socialistas de Aragón (PSOE-Aragón) | 1      | 2      | 1      | 1      |
|                     | Chunta Aragonesista (CHA)                          | —      | —      | 0      | 0      |
| Total de concejales | Total de concejales                                | 5      | 5      | 5      | 5      |

## Lugares de interés

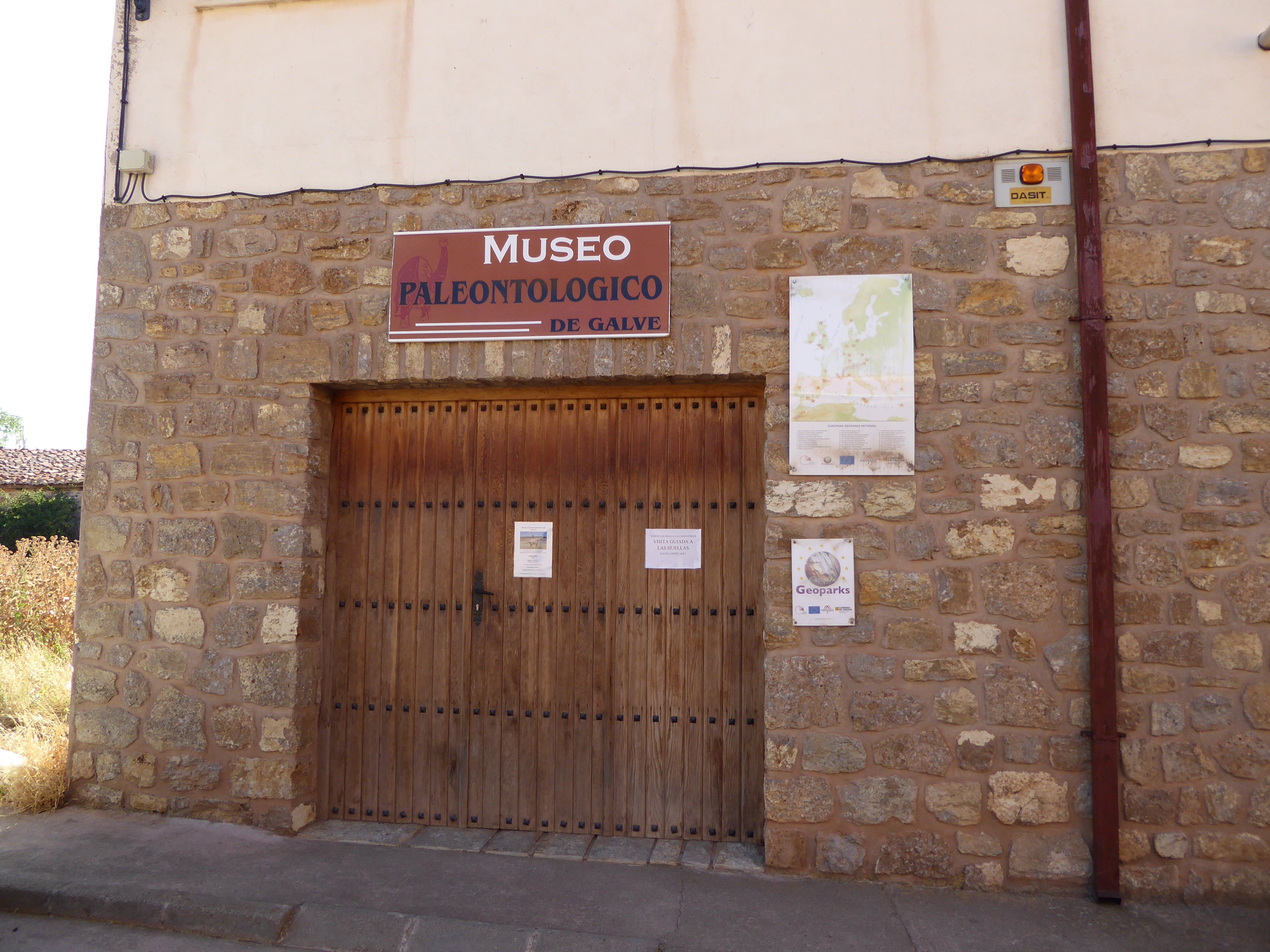
Museo Paleontológico de Galve

El Museo Paleontológico  de Galve se sitúa en la calle cuesta del cura 5, y alberga restos fósiles encontrados en el término municipal descubiertos por José María Herrero.
Fuera del museo, se pueden realizar diversas rutas señalizadas, entre las que destacamos:
- Ruta del río Alfambra, donde se encuentran las reconstrucciones de los dinosaurios Iguanodon y Aragosaurus a escala real.
- Ruta de las huellas de los dinosaurios, en las cual se visitarán los yacimientos de Las Cerradicas y los Corrales del Pelejón, con excelentes icnitas (huellas fosilizadas de dinosaurios). tfno: 669 34 0021 (Zona paleontológica).

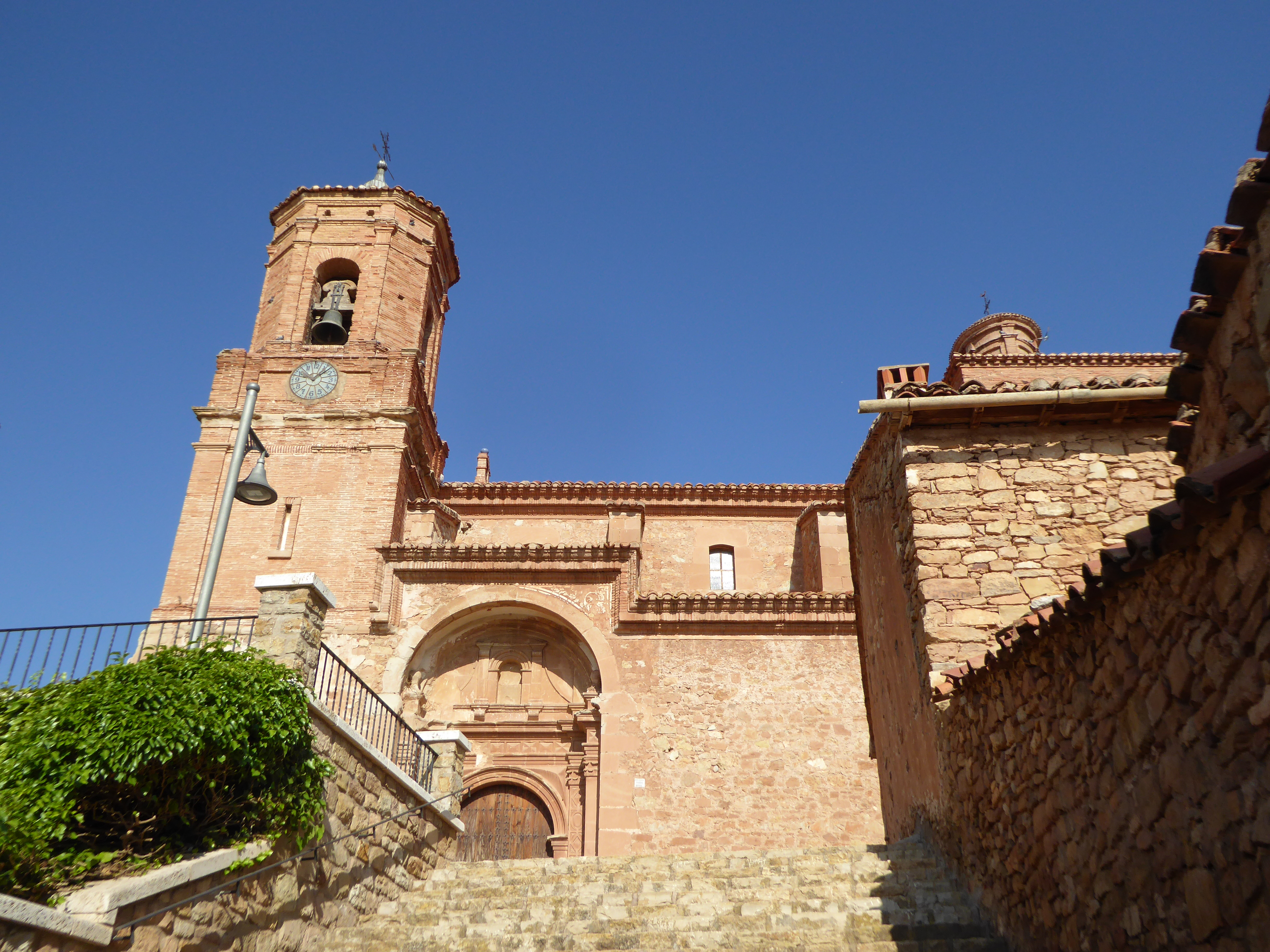
Iglesia de la Asunción de Nuestra Señora

Para finalizar se puede visitar el pueblo, donde destacaremos la iglesia parroquial, el puente y el horno cerámico. Cuenta con una mesa de interpretación de la población, en el parque paleontológico.

## Fósiles hallados en Galve
- Bernissartia - cocodrilo fósil

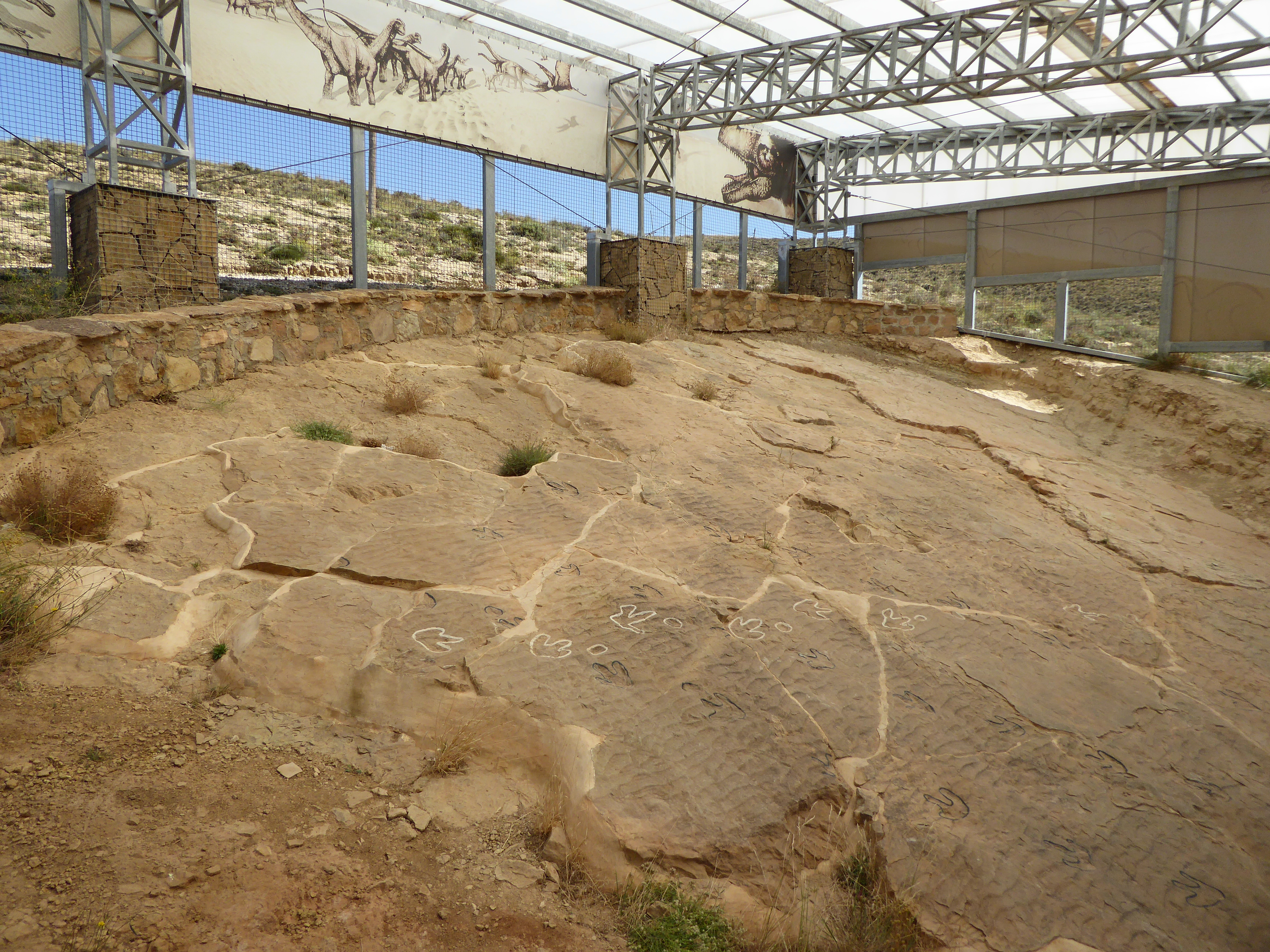
Yacimiento de icnitas de dinosaurio de Las Cerradicas

- Aragosaurus - dinosaurio saurópodo
- Iguanodon - dinosaurio
- Iberica - mamífero fósil
- Ammonites - cefalópodos fósiles
- Galveosaurus - dinosaurio saurópodo
- Gideomantellia amosanjuanae - dinosaurio corredor de la familia de los hipsilophodontidos
- Micromamímeros del Cretácico inferior